# ليزلي برينت
ليزلي برينت (بالإنجليزية: Leslie Brent)‏ هو عالم حيوانات بريطاني، ولد في 5 يوليو 1925 في كشالين في بولندا.